# Mr. Marley
Mr. Marley è l'album di debutto del cantante reggae giamaicano Damian Marley, pubblicato il 9 settembre 1996 dall'etichetta Ghetto Youths.

## Tracce
1. Trouble – 5:34 (Bob Marley/Damian Marley/Stephen Marley)
2. Love and Unity – 4:03 (Damian Marley)
3. 10,000 Chariots – 4:26 (Bob Marley/Damian Marley/Stephen Marley)
4. Old War Chant – 4:07 (Damian Marley/Stephen Marley)
5. Party Time – 4:12 (Damian Marley/Ky-Mani Marley/Stephen Marley)
6. Kingston 12 – 3:33 (Bob Marley/Damian Marley/Stephen Marley)
7. Keep on Grooving – 4:35 (Bob Marley/Damian Marley/Stephen Marley/Curtis Mayfield)
8. Searching (So Much Bubble) – 4:59 (Damian Marley/Stephen Marley)
9. One More Cup of Coffee – 4:26 (Billie Brock/Bob Marley/Damian Marley/Stephen Marley)
10. Julie – 3:36 (Vincent Ford/Damian Marley/Stephen Marley)
11. Me Name Jr. Gong – 3:51 (Damian Marley/Stephen Marley)
12. Mr. Marley – 4:25 (Damian Marley/Stephen Marley)